# Wali-ur-Rehman
Wali-ur-Rehman (Wali Ur-Rehman Mehsud) (c. 1970 en Bannu – 29 de mayo de 2013) fue un alto oficial al mando del grupo terrorista Tehrik-e-Taliban Pakistán (TTP), establecido en Waziristán del Sur. Rehman fue anteriormente portavoz al servicio de Baitullah Mehsud, último líder del TTP.

## Escenario
La familia de Rehman procede de la rama de Mal Khel de la tribu Mehsud en Waziristán del Sur. En 1996, finalizó sus estudios en la madrasa Jamia Islamia Imdadia en Faisalabad, y regresó a su tierra natal para impartir clases en una madrasa en Kani Guram. Estuvo afiliado al partido político Jamiat Ulema-e-Islam (JUI-F) antes de que se uniera a los talibanes en 2004.
Tras la muerte de Baitullah Mehsud, en un ataque de misil lanzado desde un dron Predator, se convocó un shura (consulta), para escoger al nuevo líder de Tehrik-e-Taliban. Rehman estuvo considerado como un pretendiente al cargo. El 9 de agosto de 2009, se rumoreó que una discusión acalorarísima en el shura, escaló hacia un intercambio de disparos, y Rehman presuntamente disparó hacia Hakimullah Mehsud, otros los contendientes del liderazgo. Rehman llamó a un reportero de Reuters para negar que hubo algún altercado, ni shura. Él y Hakimullah más tarde realizaron una llamada telefónica a la BBC para confirmar la muerte de Baitullah Mehsud.
El 2 de noviembre de 2009, las autoridades pakistaníes ofrecieron una recompensa de 50 millones de rupias ($600.000 dólares estadounidenses), para quien dé información que lleve a la captura o muerte de Wali-ur-Rehman. Ofrecieron la misma recompensa por información similar con respecto hacia Hakimullah Mehsud y Qari Hussain y recompensas menores para otros 16 militares del TTP. El 1 de septiembre de 2010, los Estados Unidos incluyeron a Rehman y Mehsud en su lista de ''Terroristas Globales Especialmente Designados'' y el TTP en su lista de Organizaciones Terroristas Extranjeras. El 26 de agosto de 2011, una entrevista con él fue transmitida por el canal Al-Arabiya en la que amenazó con "vengarse" de los EE. UU. y la OTAN (especialmente Francia y Gran Bretaña) con "un ataque más grande que el 9/11."

## Muerte
El 29 de mayo de 2013, se reportó que Rehman fue asesinado por el ataque de un dron estadounidense en un complejo en el territorio de Chashma en Miranshah, la ciudad principal de Waziristán del Norte, una región tribal ubicada en el noroeste de Pakistán cerca de la frontera con Afganistán. El dron también llegó a asesinar a otros 7 miembros que lo acompañaban. Su muerte fue confirmada por el entonces portavoz del TTP, Ehsanullah Ehsan el 30 de mayo de 2013.

## Ataque en represalia
Como represalia, el grupo talibán Jundul Hafsa tomó crédito en el asalto de un campamento base ubicado en la montaña Nanga Parbat. Dos guías fueron secuestrados, y trasladados a un sitio donde 10 turistas extranjeros fueron asesinados incluyendo dos chinos, un chino-estadounidense y un nepalés. Otros informes aclararon que cinco ucranianos y un ruso también murieron en el acto. Un portavoz talibán declaró "Al matar a los extranjeros, quisimos dar un mensaje al mundo para que se desempeñe en poner fin a los ataques por medio de drones"